# Cayo Coakley
El Cayo Coakley (en inglés: Coakley Cay) es un cayo en las islas de Exuma de las Bahamas que posee unos 340 acres (140 ha) de superficie, y se le concedió originalmente a William Lockhart de Baronald de Escocia en el año 1700. Hoy sus herederos viven en las Bahamas y los Estados Unidos. El Capitán Victor George Lockhart se convirtió en el propietario legítimo de esta isla privada a finales de 1960.